# Campionati panamericani di badminton a squadre 2024
I Campionati panamericani di badminton a squadre 2024 si sono svolti ad San Paolo, in Brasile. È stata la 10ª edizione del torneo, organizzato dalla Badminton World Federation.

## Podi
| Evento           | Oro    | Argento     | Bronzo  |
| Torneo maschile  | Canada | Brasile     | Messico |
| Torneo femminile | Canada | Stati Uniti | Brasile |